# Obecność 3: Na rozkaz diabła
Obecność 3: Na rozkaz diabła (ang. The Conjuring: The Devil Made Me Do It) – amerykański horror z 2021 roku w reżyserii Michaela Chavesa. Jego scenariusz napisał David Leslie Johnson-McGoldrick. W rolach głównych wystąpili Vera Farmiga i Patrick Wilson jako Lorraine i Ed Warren. Produkcja jest kontynuacją filmów Obecność z 2013 roku i Obecność 2 z 2016 roku oraz jest to ósma część Uniwersum Obecności.

## Fabuła
W 1981 roku w Brookfield, małżeństwo Ed i Lorraine Warrenowie zajmujący się badaniami zjawisk paranormalnych dokumentują obrzęd egzorcyzmu przeprowadzanym na 8 letnim Davidzie Glatzelenie, w którym uczestniczy również jego rodzina, siostra Debbie, jej chłopak Arne Johnson i ojciec Gordon. Arne by uratować życie chłopca zaprasza demona do swojego ciała. 
Kilka miesięcy później, Arne Cheyenne Johnson kilkakrotnie godzi nożem właściciela motelu, na terenie którego mieszka. Johnson zapewnia, że choć to jego ręka trzymała nóż, mordu dokonała demoniczna siła, która go opętała. Jak twierdzi do opętania doszło, gdy był obecny przy egzorcyzmach przeprowadzanych na Davidzie. Rozpoczyna się dochodzenie w sprawie Arnego.

## Obsada
- Patrick Wilson jako Ed Warren
  - Mitchell Hoog jako młody Ed
- Vera Farmiga jako Lorraine Warren
  - Megan Ashley Brown jako młoda Lorraine
- Ruairi O'Connor jako Arne Cheyenne Johnson
- Sarah Catherine Hook jako Debbie Glatzel
- Julian Hilliard jako David Glatzel
- John Noble jako ojciec Kastner
- Eugenie Bondurant jako okultystka
- Shannon Kook jako Drew Thomas
- Ronnie Gene Blevins jako Bruno Sauls
- Keith Arthur Bolden jako sierżant Clay
- Steve Coulter jako ojciec Gordon
- Vince Pisani jako ojciec Newman
- Ingrid Bisu jako Jessica Louise Strong
- Andrea Andrade jako Katie Lincoln
- Ashley LeConte Campbell jako Meryl
- Sterling Jerins jako Judy Warren
- Paul Wilson jako Carl Glatzel
- Charlene Amoia jako Judy Glatzel
- Davis Osborne jako pacjent ambulatorium
- Mark Rowe jako sierżant Thomas
- Kaleka jako Mistrz Jury
- Stella Doyle jako klientka hodowli

## Produkcja i wydanie
W czerwcu 2017 roku ogłoszono, że trwają prace nad trzecią częścią Obecności, do napisania scenariusza zatrudniono współautora Obecności 2, Davida Leslie Johnson-McGoldricka. Zdjęcia do filmu rozpoczęły się 3 czerwca a zakończyły 15 sierpnia 2019 roku w Atlancie w stanie Georgia.
Film został wydany w Wielkiej Brytanii 26 maja, w Stanach Zjednoczonych 4 czerwca, a w Polsce 11 czerwca 2021 roku w dystrybucji Warner Bros. Pictures i New Line Cinema